# 솔리드웍스
솔리드웍스(영어: SOLIDWORKS)는 Dassault Systemes에서 제공하는 브랜드의 하나로 솔리드 모델링 컴퓨터 지원 설계(CAD) 및 컴퓨터 지원 공학(CAE) 컴퓨터 프로그램으로 시작하였으나, 데이터관리(PDM), 시각화(Visualization), 제조지원(MBE) 등 설계 및 제조 관련 다양한 솔루션을 제공하고 있다.
솔리드웍스는 기본적으로 마이크로소프트 윈도우에서 실행되나, 부가적인 솔루션들은 여러 OS를 지원하도록 확장되고 있다. 솔리드웍스는 Dassault Systèmes가 출시하였다.
쉬운 사용법, 폭 넓은 산업분야(제품 디자인, 기구설계, 기계설계, 전기설계, 전자, 메디컬의료분야 등등)를 아우르는 3D 디자인/설계에 최적화된 수직계열화된 소프트웨어 패키지, 다양한 3D/2D 파일 호환성 등을 무기로 전 세계 약 25만 이상의 기업과 (교육용 라이센스를 포함하여) 590만 명 이상의 엔지니어와 디자이너가 사용중이며, 특히 미국 및 유럽 기업들이 많이 사용중에 있다. 한국에서도 제품 디자인에서부터 제조 역량까지 갖춘 중소기업에서 다수 사용 중이다. 솔리드웍스는 전 세계에서 가장 많이 사용되는 검증된 3D CAD이다.
솔리드웍스는 빠르고 편리한 아이디어의 구현 가능한 3D CAD소프트웨어 외에도 eDrawings, 협업 도구, 2D CAD인 Draftsight 등의 제품을 함께 공급하고 있다.
'사용이 편리한 3D CAD'라는 컨셉에 맞게 엔터프라이즈 3D CAD 툴인 카티아, NX(유니그래픽스)등에 비해 상당히 쉽고 직관적인 사용방법을 자랑한다. 웬만한 공간 지각력과 엑셀 정도의 기초 오피스툴 사용능력자라면 학력에 관계없이 누구나 익힐수 있다. 학습을 위한 국내외 관련 서적과 동영상 강좌도 풍부하다.

## 역사
솔리드웍스는 1993년 12월 매사추세츠 공과대학교 출신 Jon Hirschtick이 '사용이 편리한 3D CAD' 제작을 목표로 디자인되었으며, 1995년 11월에 처음으로 내놓은 솔리드웍스 95가 PC Windows 플랫폼을 기반으로 출시되었다. 1997년 Dassault Systèmes에 인수되었다.

### 출시 역사
| 이름/버전        | 버전 번호 | 버전 역사 값 | 출시일          |
| ---------------- | --------- | ------------ | --------------- |
| SOLIDWORKS 95    | 1         | 46           | 1995년 11월     |
| SOLIDWORKS 96    | 2         | 270          | 1996년 초       |
| SOLIDWORKS 97    | 3         | 483          | 1996년 말       |
| SOLIDWORKS 97+   | 4         | 629          | 1997년          |
| SOLIDWORKS 98    | 5         | 817          | 1997년          |
| SOLIDWORKS 98+   | 6         | 1008         | 1998년          |
| SOLIDWORKS 99    | 7         | 1137         | 1998년          |
| SOLIDWORKS 2000  | 8         | 1500         | 1999년          |
| SOLIDWORKS 2001  | 9         | 1750         | 2000년          |
| SOLIDWORKS 2001+ | 10        | 1950         | 2001년          |
| SOLIDWORKS 2003  | 11        | 2200         | 2002년          |
| SOLIDWORKS 2004  | 12        | 2500         | 2003년          |
| SOLIDWORKS 2005  | 13        | 2800         | 2004년          |
| SOLIDWORKS 2006  | 14        | 3100         | 2005년          |
| SOLIDWORKS 2007  | 15        | 3400         | 2006년          |
| SOLIDWORKS 2008  | 16        | 3800         | 2007년 7월 1일  |
| SOLIDWORKS 2009  | 17        | 4100         | 2008년 1월 28일 |
| SOLIDWORKS 2010  | 18        | 4400         | 2009년 12월 9일 |
| SOLIDWORKS 2011  | 19        | 4700         | 2010년 6월 17일 |
| SOLIDWORKS 2012  | 20        | 5000         | 2011년 9월      |
| SOLIDWORKS 2013  | 21        | 6000         | 2012년 9월      |
| SOLIDWORKS 2014  | 22        | 7000         | 2013년 10월 7일 |
| SOLIDWORKS 2015  | 23        | 8000         | 2014년 9월 9일  |
| SOLIDWORKS 2016  | 24        | 9000         | 2015년 10월 1일 |
| SOLIDWORKS 2017  | 25        | 10000        | 2016년 9월 19일 |
| SOLIDWORKS 2018  | 26        | 11000        | 2017년 9월 26일 |
| SOLIDWORKS 2019  | 27        | 12000        | 2018년 10월 9일 |
| SOLIDWORKS 2020  | 28        | 13000        | 2019년 9월 18일 |
| SOLIDWORKS 2021  | 29        |              | 2020년 9월 22일 |
| SOLIDWORKS 2022  | 30        |              | 2021년 9월 15일 |
| SOLIDWORKS 2023  | 31        |              | 2022년 11월 7일 |
| SOLIDWORKS 2024  | 32        |              | 2023년 11월 6일 |

## 모델링 기술
솔리드웍스는 솔리드 모델과 서피스 모델을 동시에 지원하는 하이브리드 모델러이며 기본적으로는 파라메트릭 기능 기반의 접근을 이용하여 모델과 어셈블리를 만든다. 이 소프트웨어는 파라솔리드 커널에 기반하여 작성되어 있다.
직관적으로 설계할 수 있으며 기존 데이터를 재사용할 수 있고, 빠르고 간단하게 2D 도면을 생성하는 기능을 포함한다.

## 파일 포맷
솔리드웍스 파일(2015 버전 이전)은 마이크로소프트 Structured Storage 파일 포맷을 사용한다. 각 SLDDRW(도면 파일), SLDPRT(파트 파일), SLDASM(어셈블리 파일) 안에 임베디드된 다양한 파일이 있음을 의미하며, 여기에는 미리 보기 비트맵, 메타데이터 서브 파일들이 포함되어 있다. 2015 버전 이후로는 확장자의 변경은 없으나 Format이 변경되어 내용 확인이 어렵다.

## 제품 포트폴리오
SOLIDWORKS 3D CAD : 3D 설계
- SOLIDWORKS Premium
- SOLIDWORKS Professional
- SOLIDWORKS Standard
SOLIDWORKS Electrical Design : 전장 설계
- SOLIDWORKS Electrical Schematic
- SOLIDWORKS Electrical 3D
- SOLIDWORKS Professional
SOLIDWORKS Simulation : 구조 해석
- SOLIDWORKS Simulation Premium
- SOLIDWORKS Simulation Professional
- SOLIDWORKS Simulation Standard
SOLIDWORKS Flow Simulation : 유동 해석
- HVAC Module
- Electronic Cooling Module
SOLIDWORKS Plastics : 사출 해석
- SOLIDWORKS Plastics Premium
- SOLIDWORKS Plastics Professional
- SOLIDWORKS Plastics Standard
Technical Communication : 문서화 및 Rendering
- SOLIDWORKS Composer
- SOLIDWORKS MBD
- SOLIDWORKS Visualize Professional
- SOLIDWORKS Visualize Standard
MBE(Model Based Enterprise): 모델 기반의 기업
- SOLIDWORKS Inspection
- SOLIDWORKS MBD
- SOLIDWORKS CAM
- eDrawings
Distributed Data Management
- SOLIDWORKS PDM professional
- EXALEAD One part
- SOLIDWORKS Manage
2D CAD
- DraftSight Mechanical
- DraftSight Enterprise+
- DraftSight Enterprise
- DraftSight Premium
- DraftSight Professional

## 솔리드웍스 제품
솔리드웍스 (설계 도구)는 빠르고 편리한 아이디어의 구현이 가능한 3D CAD이다. 직관적인 설계가 가능하며 기존 데이터를 재사용할 수 있고, 빠르게 2D 도면을 작성하는 기능이 있는 혁신적인 커뮤니케이션 도구이다. 솔리드웍스를 이용하여 세상에 존재하는 거의 모든 제품 및 부품을 설계할 수 있다. 예를 들면 일반기계, 의료기기, 로봇, 파이프, 튜브, 공구, 금형, 포장장비, 전자제품, 반도체장비, 자동차 부품, 통신장비, 발전시설, 생산설비 등등이 있다. 솔리드웍스에는 3D 솔리드 모델링, 대규모 어셈블리 설계, 고급 곡면처리, 판금, 용접구조물 금형 설계, 치수 지정, BOM, 용접 구조 테이블, 도면뷰 자동작성, 국제 표준 지원, 솔리드웍스 검색, 설계 자동화 등의 기능이 포함되어 있다. 또한 프로이, 솔리드엣지, 인벤터, 엔엑스, 카티아등 이종 CAD와 협업이 가능하다. 솔리드웍스는 제품 개발 프로세스의 모든 분야에 적용 가능한 통합 솔루션의 핵심 제품이다, 설계 검증, 데이터 관리, 기술 문서 솔리션과의 제한 없는 확장성을 자랑한다.
솔리드웍스 Electrical(전기 설계)는 내장형 전기 시스템의 빠른 설계를 위한 직관적인 인터페이스를 통해 전기 개요도 작성을 간소화시켜주는 솔루션이다. 솔리드웍스 Electrical은 직관적인 사용자 인터페이스로 더 빠른 설계를 가능하게 하며, 더 나은 협업과 생산성의 효과도 볼 수 있다. 제품의 지연이 감소되고, 일관적이고 표준화된 설계가 가능하기 때문에 비용을 절감하고 출시기간을 단축할 수 있다. 솔리드웍스 Electrical의 완전 자동화된 기능으로 오류를 방지할 수 있으며 시간 낭비 요소를 배제할 수 있다. 주요 기능으로는 프로젝트 관리자, 와이어 라인 다이어그램, 실제 부품간의 연결, 자동 보고서 작성, PDF하이퍼링크 지원, 기구 Data와 전장 Data의 통합 검토 기능 등이 있다.
솔리드웍스 Simulation (시뮬레이션)은 효과적으로 성능을 평가하고, 품질을 개선하며, 제품 혁신을 촉진시킬 수 있는 제품이다. 설계 성능을 시뮬레이션 및 해석할 수 있고, 솔리드웍스의 가치에 따라 쉽고 빠르게 사용할 수 있다. 솔리드웍스내에 완벽히 통합되어 사용할 수 있다. 주요 솔루션으로는 구조해석, 피로해석, 열 해석, 진동 해석, 최적화 설계 해석 등이 가능하다. 구조 해석은 제품의 강도 및 강성 결정에 사용한다. 피로해석은 금속 피로로 인해 반복적인 무작위 하중 주기가 어떻게 구조적 파괴를 발생시킬 수 있는지 확인할 수 있다. 열 해석은 부품 내부와 외부 사이에서 온도 및 열 전달을 계산한다. 진동해석은 고유 진동수 해석을 통해 모든 지오메트리에 대해 고유 진동 모드를 결정한다. 최적화 설계 해석은 엔지니어가 자신이 한 설계에 대해 구조적 최적화 해석을 수행하여 무게, 고유진동수 또는 강성 성능에 대한 최상의 내구성에 도달할 수 있도록 지원한다. 솔리드웍스 시뮬레이션을 이용하면 설계자도 쉽게 시뮬레이션을 적용할 수 있고, 설계와 시뮬레이션을 동시에 진행할 수 있으며, 설계 변수를 이용하여 설계를 최적화할 수 있다. 또한 모델 변경이 즉각적으로 시뮬레이션에 반영된다.
솔리드웍스 PDM (Product Data Management, 제품 데이터 관리는 제품 수명 주기 관리 안에서 제품 데이터의 관리 및 게시에 관한 책임이 있는 비즈니스 기능을 말한다.) 설계 데이터 관리를 지원한다. 엔지니어링 데이터 및 관련 파일을 집중적으로 저장하고 버전관리를 통해 데이터 유실을 방지한다. 솔리드웍스 환경내에 완벽히 통합하여 사용하거나 Windows환경에서 실행할 수 있다. 제품의 특징으로는 쉽고 빠른 사용, 빠른 Check in/out 속도, 기본 세팅 최소화 및 빠른 적용, 동시 접속자 기준 라이센스 관리 등이 있다.  PDM솔루션을 사용하면 빠른 생산성 주기를 실현할 수 있고, 보안을 세분화할 수 있으며 파일 찾기가 쉬워지고, 파일의 복사 및 재사용을 가능하게 하며 워크플로우가 유연해지고 기업에 맞는 솔루션을 사용할 수 있는 등의 다양한 이점이 있다.
솔리드웍스 Manage는 프로젝트 및 자원 관리, 엔지니어링 프로세스 관리, BOM 관리, 대시보드와 보고 관리를 할 수 있는 고도화된 데이터 관리 도구이다. 프로젝트 관리는 PMS (Project Management System)를 통해 이루어진다. 여기서 프로젝트란 절체 일정과 Taks의 조합이다. PMS를 통해 플래닝 및 진도율을 파악할 수 있고, 담당자 및 승인자를 지정할 수 있다.  Task란 프로젝트를 위한 등록된 기본 업무 단위이며, 각각의 Task별 진도율을 시각화하여 볼 수 있다.
솔리드웍스 Visualize (시각화)는 설계 중심의 기능과 워크플로우로 업계 최고 수준의 렌더링을 가지고 있는 독립된 소프트웨어 도구이다. 3D CAD 데이터를 사용하여 사진처럼 선명한 마케팅 콘텐츠를 제작할 수 있다. 또한 간단하고 직관적인 인터페이스로 사용이 쉽다.  솔리드웍스 Visualize를 활용하면, 제품 개발과정에서 디자인 결정을 좀 더 빠르게 진행할 수 있고, 프로토 타입 제작 전에 사전 리뷰를 할 수 있으며 실제 프로토 타입의 개수를 줄여서 비용 감소하고 제품 개발과 동시에 마켓팅 콘텐츠를 동시에 생성할 수 있다. 렌더링 시 CPU뿐만 아니라 GPU까지 사용하여 렌더링 속도가 굉장히 빠르다. 고품질 재질 및 환경 라이브러리를 제공하여 쉽게 렌더링 할 수 있다. 턴테이블, 태양광 스터디, 절단면, 투명도 애니메이션 등을 쉽게 생성하여 독창적인 콘텐츠를 만들 수 있다. 솔리드웍스와 통합으로 솔리드웍스에서 설계 변경시 Visualize에서도 수정된 데이터가 바로 업데이트되어 데이터를 다시 불러올 필요가 없다.
아래와 같은 파일 포맷을 지원한다.
- SOLIDWORKS Visualize 프로젝트 (*.bif, *.svpj)
- Rhino Scene (*.3dm)
- Sketchup Scene (*.skp)
- 3ds Max Document (*.3ds)
- SOLIDWORKS File (*.sldprt, *.sldasm)
- CATIA V5/V6 (*.CATPart, *.CATProduct, *.cgr)
- IGES (*.igs, *,iges)
- Inventor (*.ipt, *.iam)
- Pro/E, Creo (*.prt,*.asm)
- Solid Edge(*.par, *.psm)
- STEP (*.stp, *.step)
솔리드웍스 Composer는 기존 3D 데이터를 기반으로 완성된 콘텐츠 및 애니메이션을 작성하여 복잡한 제품 세부사항을 효과적으로 커뮤니케이션할 수 있게 지원하는 솔루션이다. 3D 데이터를 활용하여 기술문서(A/S 매뉴얼, 작업지시서 등)을 만들기 때문에 제품 개발 초기부터 기술 문서 작성이 가능하고 보다 효율적인 커뮤니케이션이 가능하다. 설계 데이터가 수정됨에 따라 콘텐츠도 바로 업데이트되게 때문에 여러 팀간 협업이 증대되고 커뮤니케이션이 쉬워진다. 또한 양방향 컨텐츠 제작이 가능하기 때문에 제품과 프로세스를 보다 명확하고 직관적으로 이해할 수 있다. 주요 기능으로는 3D 모델에서 2D 컨텐츠 생성, 고품질의 기술 문서 작성, 주석 기능과 BOM연계 기능, 각 파트별 표시 방법 변경 및 Digger기능 제공, 단면 생성, 쉽게 애니메이션 생성 등이 있다.
솔리드웍스 MBD(Model Based Definition)은 3D 제품 생산 정보를 정의, 구성 및 게시하는 솔루션이다. 기존의 2D 도면을 사용하면 많은 비용과 시간이 소모되고, 실제 3D 데이터와 일치하지 않는 이슈가 발생한다. MBD를 사용하면 제품 생산 정보를 3D로 직접 정의하기 때문에 2D 설계가 필요하지 않다. 개별적으로 구조화된 3D 보기에서 특정 구성 및 디스플레이 상태 정보 등 주요 정보를 파악하여 설계자의 의도를 명확하게 전달할 수 있다. 3D 보기에는 절단면 보기, 확대 보기 등이 포함된다. 또한 출력 템플릿을 회사 및 업계 표준에 맞게 수정할 수 있다. MBD를 사용하여 제조팀과 간단하고 정확한 커뮤니케이션을 할 수 있다.
솔리드웍스 Inspection을 사용하면 검사 문서 작성을 간소화할 수 있다. 초도품 검사 (FAI) 성적서, 검사 보고서, 도면에 치수번호 삽입, 검사 표준: AS9102, PPAP, APQP, etc… 등 품질 관리/계획을 위한 품질 문서 작성과 검사 수행 (공정, 출하 및 수입) 및 결과를 기록하는 작업을 지원한다. 솔리드웍스와 완벽하게 통합되어 사용할 수 있다.
Draftsight는 기존의 .dwg파일에 액세스하여 다른 CAD제품보다 저렴한 비용으로 새로운 파일을 만들 수 있다. PDF파일로 내보내기 기능이 있으며, .dwg, .dxf파일 형식으로 파일을 교환할 수 있다. 사용자 정의 가능한 인터페이스와 명령줄 인터페이스로 단기간에 학습하여 사용할 수 있다.
eDrawings는 2D와 3D 데이터의 고유 도구이며, 무료로 사용할 수 있다.